# Poeira

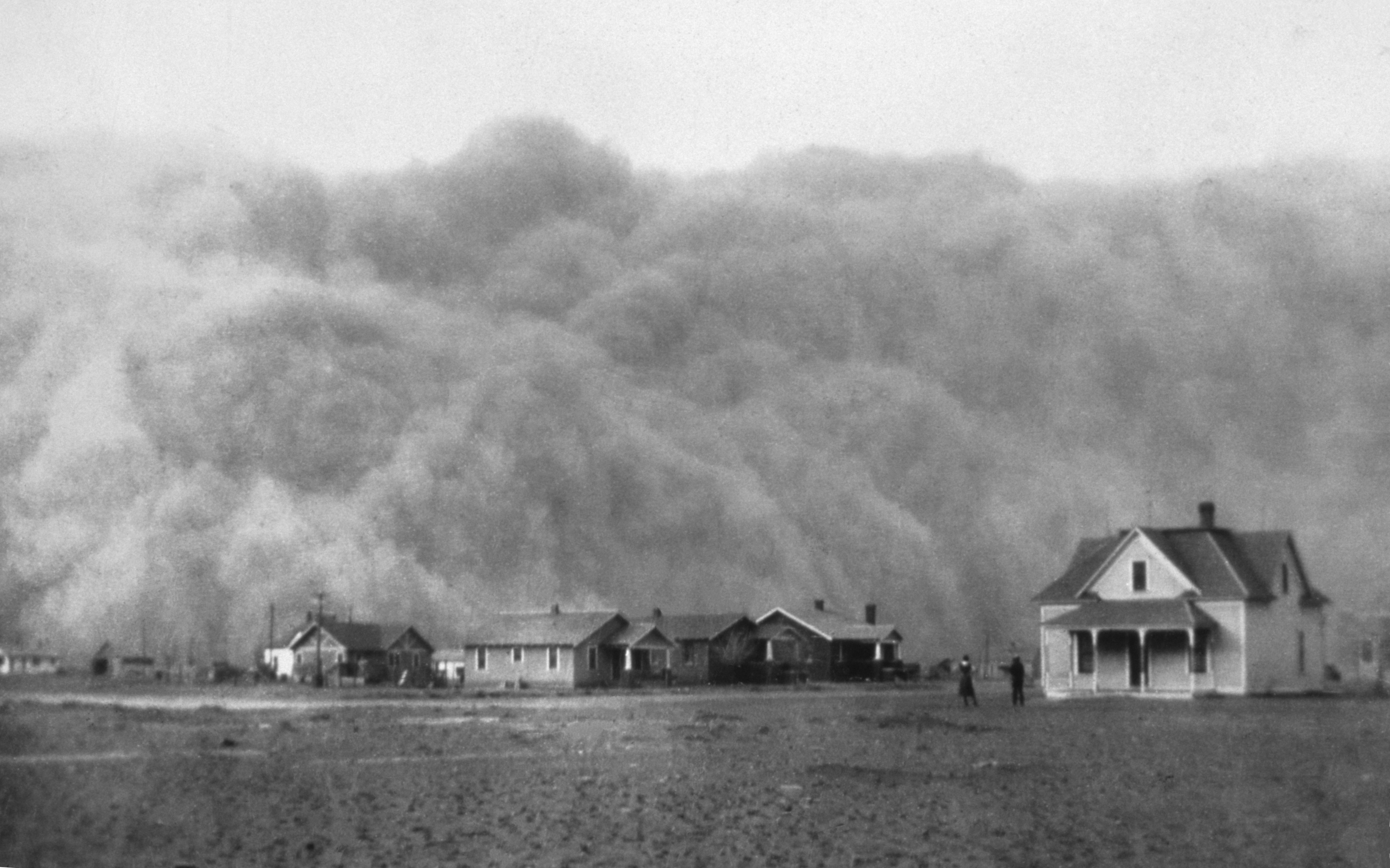
Tempestade de poeira no Texas, em 1935.

Poeira é uma quantidade de pequenas partículas de matéria sólida,
de variadas origens, estruturas e composições, que se depositam a partir da suspensão pelo ar, causando sujeira em diversos objetos.

## Exemplos
Algumas poeiras conhecidas:

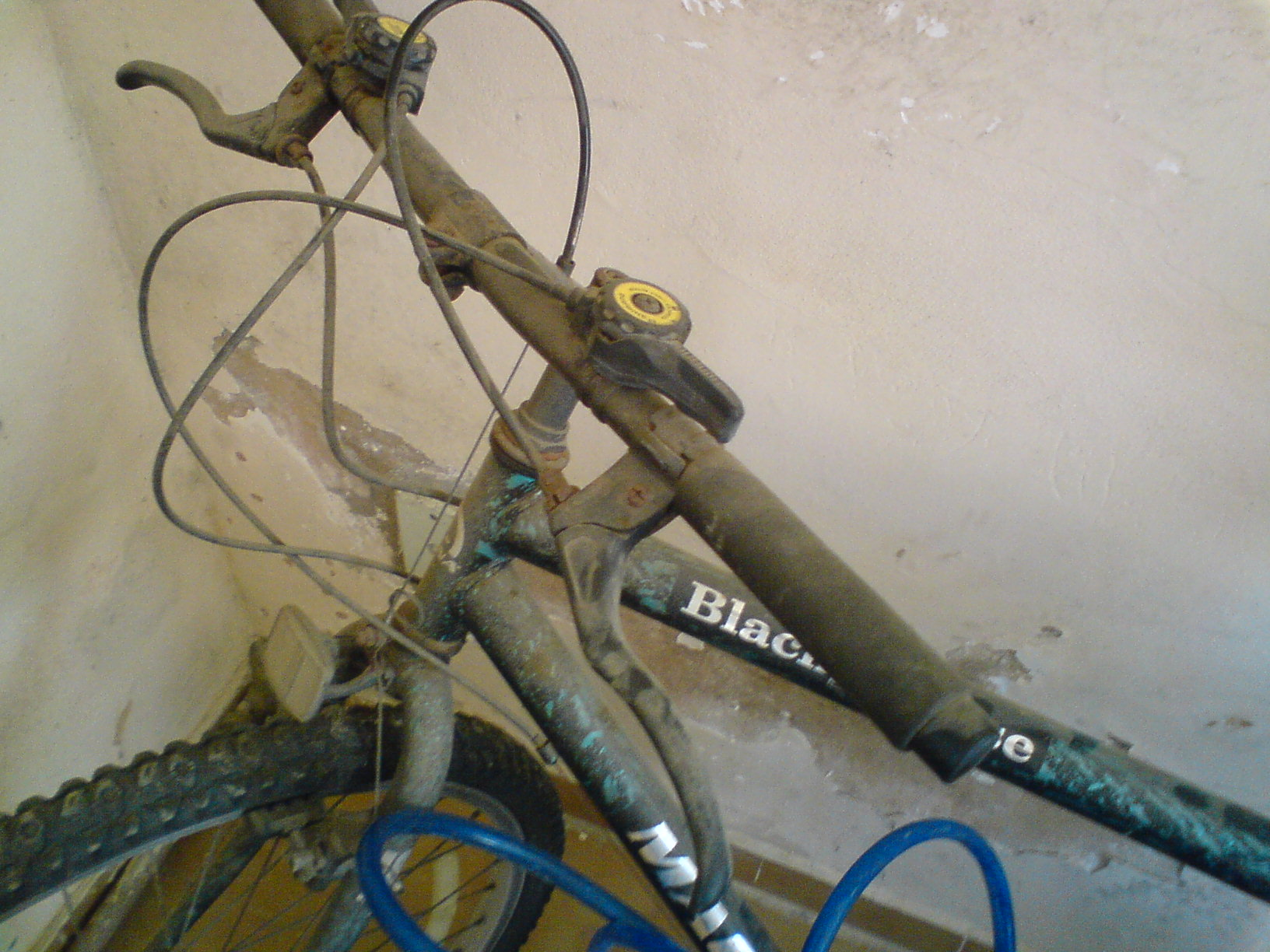
Uma bicicleta coberta de poeira

- Poeira da casa, muitas vezes uma mistura de microfibras, pele morta, pequenas partículas e excremento de ácaros (ver também: Alergia)
- Pólen das plantas
- Poeira de farinha em padarias
- Poeira de carvão e de pedra em minas
- Poeira das construções, que surge na construção de casas ou na sua demolição.

## Características
Como poeiras finas denominam-se partículas de pó com um diâmetro inferior a 10 micrômetros (10 µm = 0.01 mm).
Se as partículas de poeira são inferiores a 5 micrômetros de diâmetro, elas podem penetrar a membrana exterior dos pulmões. A maioria dessas partículas acumula-se então nos espaços disponíveis dentro dos pulmões. Desse modo prolonga-se o trajeto de difusão para o oxigênio, o que dificulta a respiração e provoca a falta de ar do paciente.
A doença resultante chama-se de pneumoconiose, e é reconhecida geralmente como uma doença profissional típica dos mineradores.
O mesmo se pode dizer da doença denominada asbestose. No entanto, com a agravante de os filamentos ou microfibras de asbesto serem cancerígenos.
Farinha, poeira da casa ou pólen podem provocar alergias.
Certas poeiras, quando distribuídas em grandes quantidades e constituídas de pós inflamáveis podem originar explosões por causa da sua grande superfície.